# Heinz Winter
Heinz Winter, född 28 maj 1925 i Klosterneuburg, Österrike, död 17 mars 1991, var en österrikisk skådespelare. 

## Filmografi (urval)
- 1979 – En dam försvinner
- 1985 – August Strindberg: Ett liv (TV-serie)